# Kleine Atlas
De Kleine Atlas of Tell-Atlas is een bergketen in het Atlasgebergte, die zich voornamelijk bevindt in Noord-Algerije, en zich uitstrekt van Noordoost-Marokko tot aan Noordwest-Tunesië. De hoogte van de bergketen ligt rond de 1500 meter. De hoogste berg is de Lalla Khedidja, met een hoogte van 2308 meter.

## Geografie
De Kleine Atlas ligt parallel aan de Middellandse Zeekust. Ook ligt zij min of meer parallel aan de Sahara-Atlas, die in het westen van de Kleine Atlas wordt gescheiden door de Barbarijse Hoogvlakte, maar in het oosten van Algerije samenkomt de Kleine Atlas. In het uiterste westen eindigt de keten in het Rifgebergte en de Midden-Atlas.
Samen met de zuidelijker gelegen Sahara-Atlas vormt de Kleine Atlas een barrière tussen het Middellandse Zeegebied en de Sahara. De belangrijkste rivier door de keten is de Cheliff, de langste rivier van Algerije. Ook de Medjerda en de Seybouse stromen door het gebied.
De grootste steden in de keten zijn Constantine, dat op 650 meter hoogte ligt en een half miljoen inwoners heeft, en Sidi-bel-Abbès, met ongeveer 200.000 inwoners. Ook liggen verschillende grote steden liggen aan de voet van deze keten, zoals de Algerijnse hoofdstad Algiers en Oran.

## Klimaat
De Kleine Atlas heeft een mediterraan klimaat, met droge zomers en milde winters, waarbij op hogere niveaus ook sneeuw valt. 's Zomers houdt de sirocco er dienst, een wind die droge lucht van de Sahara naar het noorden voert.
De Algerijnse zilverspar is uniek aan het gebied, en komt voor naast soorten als de atlasceder, den en kurkeik. De bedreigde berberaap komt ook voor in de bossen op de keten.

## Geschiedenis
Ten tijde van de Franse overheersing van Algerije was dit gebied een schuilplaats voor veel vrijheidsstrijders.